# 仙源镇 (习水县)
仙源镇，是中华人民共和国贵州省遵义市习水县下辖的一个乡镇级行政单位。

## 行政区划
仙源镇下辖以下地区：
仙源街道社区、大獐村、小獐村、毛坪村、金桥村、金山村、龙台村、和坪村、大石村、羊九村、骑龙村和福同村。